# Municipio de Holly Grove
Holly Grove Township es una subdivisión territorial del condado de Gates, Carolina del Norte, Estados Unidos. Según el censo de 2020, tiene una población de 1858 habitantes.
Es una subdivisión exclusivamente geográfica, por cuanto el estado de Carolina del Norte no utiliza la herramienta de los townships como Gobiernos municipales.

## Geografía
La subdivisión está ubicada en las coordenadas 36°28′35″N 76°33′04″O / 36.47639, -76.55111 (36.476472, -76.551138).